# 綱川和夫
綱川 和夫（つなかわ かずお、1948年4月10日 - ）は、日本短波放送および青森放送に所属していた社員。青森県弘前市出身。

## 略歴
日本短波放送（現：日経ラジオ社）在籍後、1973年に青森放送入社。1997年にアナウンサー職から離れ、その後視聴者センター、支社勤務などを経て、2005年より報道制作局放送部長として再びアナウンサーに復帰。2008年に定年後も2017年まで嘱託として在籍した。

## 人物・エピソード
- 弘前市立第三中学校時代、1学年の先輩上に伊奈かっぺいがおり、部活も同じ演劇部。一時は演劇の道へと思ったこともあったという[1]。
- 観葉植物研究が趣味ということを生かして、『あおもりTODAY』では「園芸相談」のコーナーが設けられたことがある[1]。
- 歌が上手いと評判になったことがある。カラオケでは自分の歌う番になると、一回店の外に出て、曲に合わせてもう一度店の中に入るという演出をするという[4]。

## 過去の担当番組
テレビ
- 東奥日報ニュース（青森県民駅伝競走大会当日昼のみ）
- RABニュースレーダー（リポーター 1980年頃、フラッシュニュースナレーション）
- らっきータイム（ - 1995年3月）

ラジオ
- つなさんのひとりごと（1975年・1976年・1981年）
- あおもりTODAY[1]
- 東奥日報ニュース
- RABニュースアイ[1]
- RABニュースレーダー（ - 2013年3月、以降も2017年まで不定期で担当）
- 月刊ラジオわくわくサンデー
- 十和田市人物伝
- HOTひろさき（弘前支社勤務時代）
- 天国への手紙
- メキキの聞き耳（17:25からのローカル枠）
- あいうえラジお（2016年1月3日 - 2017年）